# Заслон (корабельный радиолокационный комплекс)
Заслон (МФ РЛК «Заслон») — российский трёхкоординатный корабельный многофункциональный радиолокационный комплекс нового поколения. Предназначен для освещения надводной, воздушной и радиотехнической обстановки, постановки активных и пассивных помех, выдачи целеуказания ЗУР, а также управления огнём артиллерии. Представляет собой совокупность различных модульных систем, интегрированных в башенно-мачтовую надстройку корабля. Устанавливается на новейшие корабли класса «корвет» ВМФ России.

## Назначение комплекса
Многофункциональный радиолокационный комплекс «Заслон» обеспечивает решение следующих задач:
- поиск, обнаружение и сопровождение различных воздушных (в том числе малоразмерных и низколетящих) и надводных целей;
- распознавание и классификация обнаруженных целей;
- обнаружение источников радиоизлучения, распознавание классов и типов радиоизлучающих средств;
- оценка и анализ радиоэлектронной обстановки, определение координат источников помех;
- активное радиоэлектронное подавление работы вражеских РЛС;
- управление системами постановки пассивных помех;
- выдача целеуказания комплексам ракетного и артиллерийского вооружения;
- информационная поддержка и обеспечения полётов авиации;
- обработка и документирование полученной информации;
- тренировка личного состава, имитация различных ситуаций.

## Состав комплекса
В состав МФ РЛК «Заслон» входят:
- главная система управления комплексом;
- РЛС X-диапазона с фиксированными полотнами АФАР;
- РЛС S-диапазона с вращающейся АФАР;
- станции радиомониторинга L, S, C, X, K-диапазонов;
- системы управления огнём;
- системы управления средствами РЭБ.

## Характеристики

### Активный режим
| Диапазон рабочих частот                         | Диапазон рабочих частот                         | X,S                              |
| Количество одновременно определяемых координат  | Количество одновременно определяемых координат  | 3 (дальность, пеленг, угол места |
| Зона обзора:                                    | - по дальности                                  | до 200 км                        |
|                                                 | - по высоте                                     | до 30 км                         |
|                                                 | - по углу места                                 | до 60 град                       |
|                                                 | - по азимуту                                    | 360 град                         |
| Количество одновременно сопровождаемых целей    | Количество одновременно сопровождаемых целей    | до 200                           |
| Дальность обнаружения воздушной цели с ЭПР ≥1м2 | Дальность обнаружения воздушной цели с ЭПР ≥1м2 | до 75 км                         |

### Пассивный режим обнаружения воздушных целей
| Диапазон рабочих частот                      | Диапазон рабочих частот                      | S, C, X, Ku                                             |
| Зона обзора:                                 | - по дальности                               | на 10-20 % выше дальности обзора РЛС обнаруженных целей |
|                                              | - по пеленгу                                 | 360 град                                                |
|                                              | - по углу места                              | до 40 град                                              |
| Количество одновременно сопровождаемых целей | Количество одновременно сопровождаемых целей | свыше 100                                               |

### Пассивный режим обнаружения надводных целей
| Диапазон рабочих частот                      | Диапазон рабочих частот                      | L, S, C, X, Ku |
| Зона обзора:                                 | - по дальности                               | до 300 км      |
|                                              | - по пеленгу                                 | 180 град       |
| Количество одновременно сопровождаемых целей | Количество одновременно сопровождаемых целей | до 50          |

### Пассивный режим постановки активных помех воздушным целям
| Зона постановки активных помех по азимуту | Зона постановки активных помех по азимуту | 360 град | 360 град |
| Диапазон рабочих частот                   | Диапазон рабочих частот                   | X, Ku    | X, Ku    |

## Носители
Многофункциональный радиолокационный комплекс «Заслон» устанавливается на следующих кораблях:
- корветы проекта 20380. Первые шесть кораблей данного проекта — Стерегущий, Сообразительный, Бойкий и Стойкий Балтийского Флота, а также Совершенный и Громкий Тихоокеанского Флота оснащены радиолокационной станцей общего обнаружения «Фуркэ-2» и станцией целеуказания УРО «Монумент». Причиной замены данных РЛС на МФ РЛК Заслон стала, в первую очередь, их неспособность выдачи целеуказания зенитному ракетному комплексу при стрельбе на средние и большие дальности. Начиная с седьмого корабля проекта, на данных корветах, взамен старым РЛС, будет устанавливаться «Заслон». Первым кораблём проекта 20380 оснащённым МФ РЛК стал корвет Герой Российской Федерации Алдар Цыденжапов. По имеющейся информации, руководство ВМФ рассматривает возможность модернизации первых шести кораблей, с целью замены прежних систем РЛС на «Заслон».[1]
- корветы проекта 20385. МФ РЛК «Заслон» установлен на головном корабле проекта Гремящий, однако архитектура башенно-мачтовой надстройки немного отличается от той, что установлена на корветах проекта 20380.
- корветы проекта 20386.